# Leucopogon tamminensis
Leucopogon tamminensis är en ljungväxtart som beskrevs av Ernst Georg Pritzel. Leucopogon tamminensis ingår i släktet Leucopogon och familjen ljungväxter. Inga underarter finns listade i Catalogue of Life.